# サーモンの定理

シムソン線に関するサーモンの定理

サーモンの定理（サーモンのていり、英: Salmon's theorem）は、ジョージ・サーモンに因んで命名された幾何学の諸定理。

## 極線に関する定理
Oを中心とする円と任意の点A,Bについて、B,Aの極線へのA,Bの直交射影（垂足）をP,Qとしたとき、{\displaystyle {\frac {OA}{OB}}={\frac {OP}{OQ}}}が成立する。
この定理に関して、澤山勇三郞は次の一般化を示した。
円錐曲線Sと任意の点A,Bに関して、A,Bの極線のA,Bを通る垂線とSの一方の軸との交点をそれぞれM,N、B,Aの極線へのA,Bの直交射影をP,Qとしたとき、{\displaystyle {\frac {AM}{BN}}={\frac {AP}{BQ}}}が成立する。

## 弦に関する定理
円周O上の任意の一点Pを通る3つの弦を直径とする円をそれぞれ書く。3円のPでない方の交点は共線である。これはOと3円の交点が成す三角形のシムソン線となる。
この定理には小倉金之助による一般化が存在する。

## 楕円に関する定理
2つの共焦点楕円に囲まれた領域を作る。内側の楕円に接するような軌道でボールを打ち出す。ビリヤードの球の様に外側の楕円で跳ね返るようにボールの軌道を描いたとき、軌道は、内側の楕円に接し続ける。

## 円錐曲線に関する定理
ある三角形とその極三角形の配景の中心と配景の軸それぞれを、その円錐曲線に関する「極」「軸」と表現する。また、極三角形が元の三角形と一致するとき、円錐曲線に関して「自共役」であると表現する。
2つの円錐曲線S,S'について、S'に内接する任意の三角形がSに関して自共役であるとする。このときS'に内接する三角形のSに関する極はS'上にある。Sに外接する三角形のS'に関する軸はSに接する。
他にも、円錐曲線に関するサーモンの定理と呼ばれる定理が存在する。

## ケイリー-サーモンの定理
円に内接する六角形abcdefにおいて、たとえばab,cdの交点を(ab , cd)と表す。(ab , de),(bc , ef),(cd , fa)はパスカルの定理より一直線（パスカル線）上にある。このパスカル線を{\displaystyle {\begin{Bmatrix}ab&cd&ef\\de&bf&bc\end{Bmatrix}}}と書く。
今、それぞれab,cd,ef、de,fa,bc、cf,be,adの成す三角形について、2つの三角形の対応する辺の交点はパスカル線上にあるため、対応する頂点を結ぶ3直線は共点（シュタイナー点）である（シュタイナーの定理）。円上の6点についてシュタイナー点は20個存在する。次にそれぞれ3辺
{\displaystyle {\begin{matrix}ab&cd&ef,\\{\begin{Bmatrix}ab&cd&ef\\de&bf&ac\end{Bmatrix}}&{\begin{Bmatrix}cd&bf&ae\\af&ce&bd\end{Bmatrix}}&{\begin{Bmatrix}ef&bd&ac\\bc&ae&df\end{Bmatrix}},\\{\begin{Bmatrix}ab&cd&ef\\cf&bd&ae\end{Bmatrix}}&{\begin{Bmatrix}cd&bf&ae\\be&ac&df\end{Bmatrix}}&{\begin{Bmatrix}ef&bd&ac\\ad&ce&bf\end{Bmatrix}},\\\end{matrix}}}
からなる3つの三角形の、2つの三角形の対応する辺の交点はパスカル線上にあるため、対応する頂点を結ぶ3直線は共点（カークマン点）である。ここで、シュタイナー点1つとカークマン点3つを通るような直線が20本存在する。この20本の線は4本ずつ共点であり、このような点は15個存在する。これをケイリー-サーモンの定理という。アーサー・ケイリーの名を冠する。
他、三次曲面や代数曲線に関する定理のサーモンの定理、ケイリー-サーモンの定理がある。
三角形に関しては、重心、垂心、外心、九点円の中心が調和点列を成すことを、サーモンの定理と呼ぶこともある。